# Roko Bengeri
Roko Bengeri (20. studenoga 2004.), hrvatski reprezentativni kajakaš i kanuist. Član hrvatske reprezentacije u juniorskim kategorijama. Član Kajak kanu kluba Varteks iz Varaždina. Natjecao se u slalomskim utrkama u sklopu ECA juniorskog Kupa u Valstagni u Italiji(16. – 17.06), u njemačkom Augsburgu (23. – 24.06); austrijskom Flattachu (26. – 27.06.) te u Bratislavi u Slovačkoj (30.06. – 01.07.). 2018. godine.